# Эмулен
Эмуле́н (фр. Esmoulins) — коммуна во Франции, находится в регионе Франш-Конте. Департамент — Верхняя Сона. Входит в состав кантона Гре. Округ коммуны — Везуль.
Код INSEE коммуны — 70218.

## География
Коммуна расположена приблизительно в 290 км к юго-востоку от Парижа, в 39 км северо-западнее Безансона, в 55 км к юго-западу от Везуля.
Вдоль западной границы коммуны протекает река Сона, а на юге коммуны — её приток, река Тениз (фр. Tenise).

## Население
Население коммуны на 2010 год составляло 157 человек.
| 1962 | 1968 | 1975 | 1982 | 1990 | 1999 | 2010 |
| ---- | ---- | ---- | ---- | ---- | ---- | ---- |
| 96   | 88   | 84   | 140  | 130  | 113  | 157  |

## Экономика

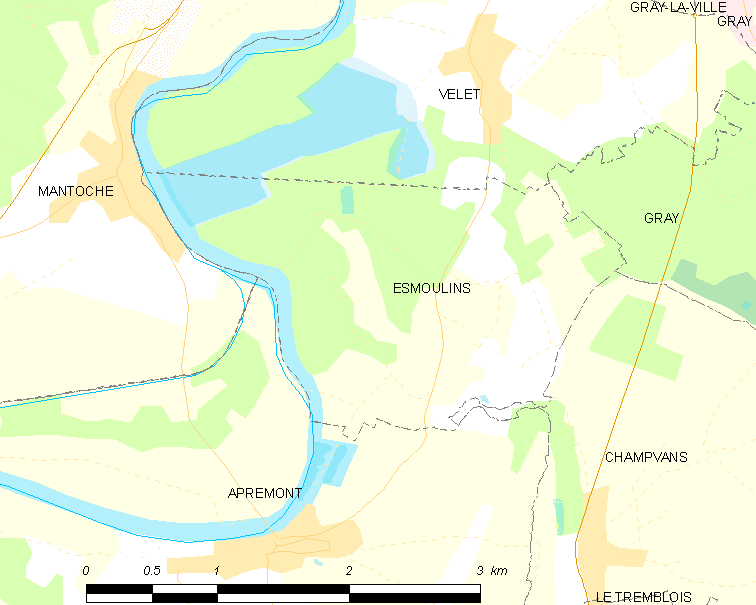
Карта коммуны

В 2010 году среди 99 человек трудоспособного возраста (15—64 лет) 73 были экономически активными, 26 — неактивными (показатель активности — 73,7 %, в 1999 году было 82,4 %). Из 73 активных жителей работали 65 человек (37 мужчин и 28 женщин), безработных было 8 (4 мужчины и 4 женщины). Среди 26 неактивных 6 человек были учениками или студентами, 13 — пенсионерами, 7 были неактивными по другим причинам.